# Бая-Маре
Ба́я-Ма́ре (рум. Baia Mare, угор. Nagybánya, нім. Frauenbach) — місто в Румунії, Трансильванія, адміністративний центр жудця Марамуреш. Площа міста 233,3 км² (одне з найбільших міст Румунії). Населення 123 738 мешканців (перепис 2011).

## Історія
Місто відоме з 1329 року. За іншими даними ще в 1142 році угорський король Геза ІІ дозволив поселитися в цих місцях німецьким колоністам. У 1910 році серед населення міста переважали угорці (64,8 %), менше було румунів (33,7 %), решту складали німці і євреї. За віросповіданням більше третини населення складали греко-католики, частина з яких була нащадками мадяризованих українців (38,1 %).  Вірних римо-католицького сповідання було 34,7 %, кальвіністів 14,8 %, юдеїв 10,9 %.

## Господарство
Центр району видобутку кольорових металів. Завод кольорової металургії (свинець, мідь, золото). Виробництво сірчаної кислоти. Підприємства гірничі, харчової, деревообробної промиловості.

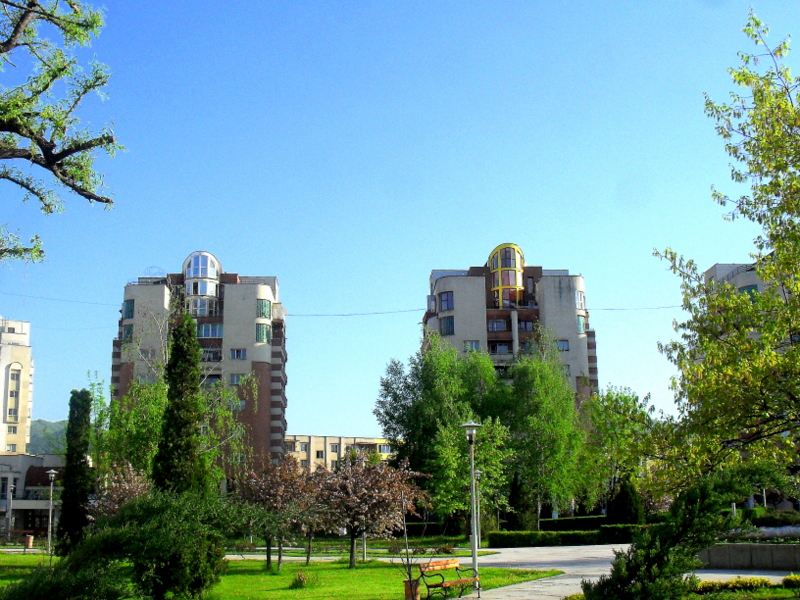
Бая-Маре

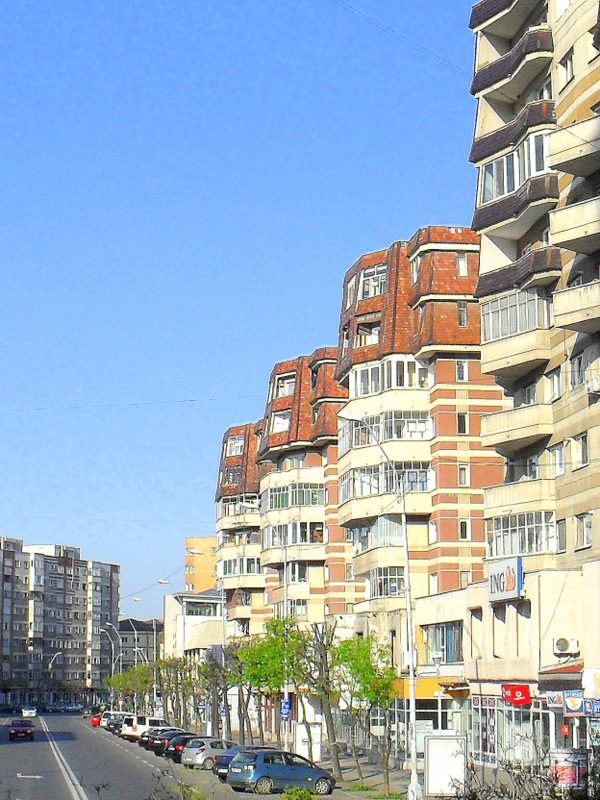
Бая-Маре

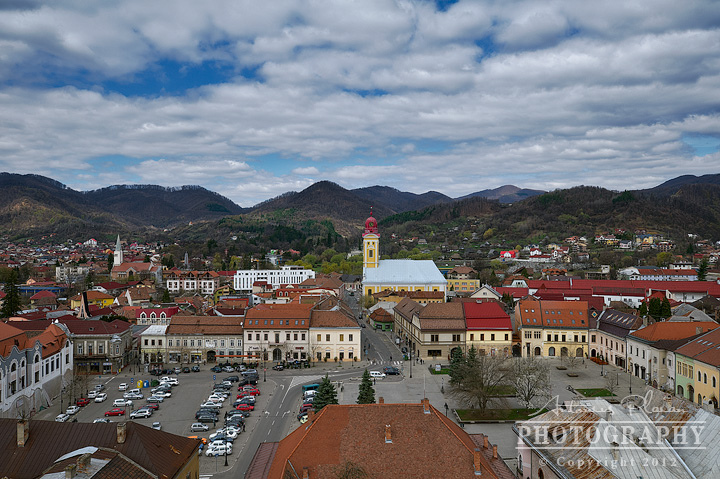
Бая-Маре

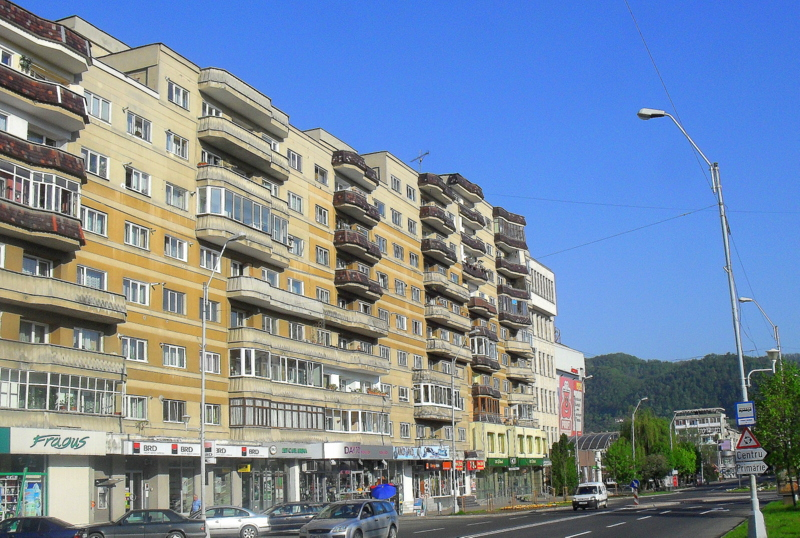
Бая-Маре

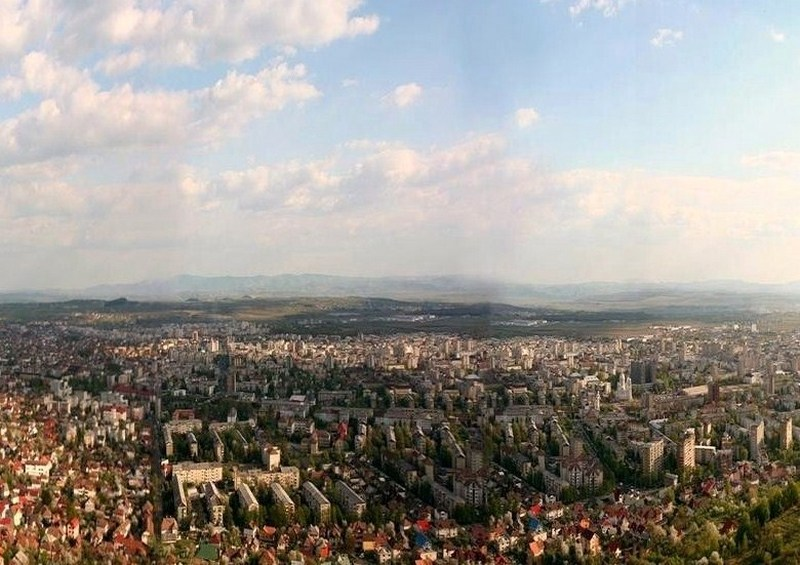
Бая-Маре

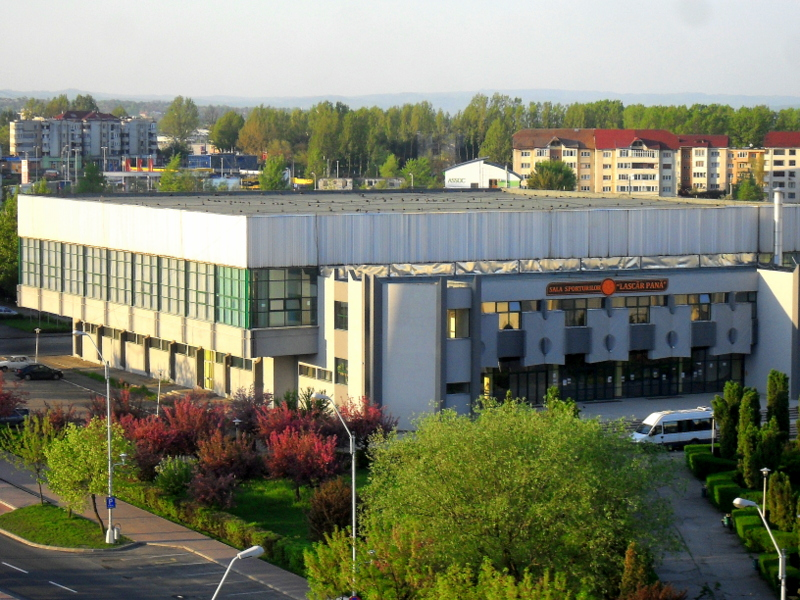
Бая-Маре

## Культура
- Ляльковий театр Бая-Маре

## Відомі особистості
В поселенні народився:
- Мірела Пашка (* 1975) — румунська гімнастка.

## Архітектурні пам'ятки
- Башта Св. Стефана — 15 ст.
- Частково вцілілі бастіони фортеці — 16 ст.
- Площа Фріму — 17-18 ст.

## Міста-побратими
- Серіно (2003)
- Ньїредьхаза (2003)
- Ходмезовашарель (2001)
- Бельсько-Бяла (2001)
- Голлівуд (шт. Флорида) (2001)
- Вельс (2000)
- Івано-Франківськ (1990)
- Сольнок (1990)
- Кітве (1972)